# Svea Norén
Svea Placida Mariana Norén, gift Källström, född 5 oktober 1895 i Stockholm (Adolf Fredrik), död 9 maj 1985 på Lidingö, var en svensk konståkare. Hon blev olympisk silvermedaljör i Antwerpen 1920.